# Moschops
A Moschops (magyarul: „borjú pofa”) az emlősszerűek (Synapsida) osztályának Therapsida rendjébe, ezen belül a Tapinocephalidae családjába tartozó fosszilis nem, melynek fajai körülbelül 265-260 millió évvel ezelőtt éltek. Maradványaikat Dél-Afrikában találták meg.

## Rendszerezés
A nembe az alábbi fajok tartoznak:
- †Moschops capensis - típusfaj
- †Moschops koupensis
- †Moschops oweni?
- †Moschops whaitsi?

Ebből a fosszilis nemből csak két fajt azonosítottak pontosan, a M. capensis-t és a M. koupensis-t. E kettőnek jó állapotban megmaradt csontváza került elő. A kutatók még két fajt sejtenek, a M. oweni-t és a M. whaitsi-t, viszont ezek valódisága még vita tárgya.
Az a fosszilis maradvány, melyet Delphinognathus conocephalus név alatt írtak le, meglehet, hogy az egyik Moschops-faj szinonimája. Csak egy töredékes koponyából áll, mely kevésbé olyan vastag, mint az elfogadott fajoké.

## Megjelenésük
Az átlagos felnőtt Moschops körülbelül 270 centiméteres lehetett.

## Fordítás
- Ez a szócikk részben vagy egészben  a   Moschops című angol Wikipédia-szócikk ezen változatának fordításán alapul.  Az eredeti cikk szerkesztőit annak laptörténete sorolja fel. Ez a jelzés csupán a megfogalmazás eredetét és a szerzői jogokat jelzi, nem szolgál a cikkben szereplő információk forrásmegjelöléseként.